# Seven and the Ragged Tiger
Seven and the Ragged Tiger (Siete Y El Tigre Harapiento) es el tercer disco del grupo de New wave británico Duran Duran lanzado mundialmente en noviembre de 1983, siendo el último álbum con la formación inicial del grupo hasta su vuelta en 2004.

## Lista de canciones
- Todas las canciones compuestas por Duran Duran:

### Edición original
1. "The Reflex" – 5:29
2. "New Moon on Monday" – 4:16
3. "Cracks In The Pavement" – 3:38
4. "I Take The Dice" – 3:18
5. "Of Crime And Passion" – 3:50
6. "Union of the Snake" – 4:20
7. "Shadows On Your Side" – 4:03
8. "Tiger Tiger" – 3:20
9. "The Seventh Stranger" – 5:24

## Sencillos
1. "Union of the Snake" (octubre de 1983)
2. "New Moon on Monday" (enero de 1984)
3. "Tiger Tiger" (febrero de 1984)
4. "Shadows On Your Side" (febrero de 1984)
5. "The Reflex" (abril de 1984)

## Miembros
- Simon Le Bon - voz principal y coros
- Andy Taylor - guitarras
- John Taylor - bajo
- Nick Rhodes - sintetizadores y caja de ritmos
- Roger Taylor - batería
  - Andy Hamilton - saxofonista
  - Michelle Cobbs - corista
  - BJ Nelson - corista

- Datos: Q2478017